# العلاقات الرومانية الشمال مقدونية
العلاقات الرومانية الشمال مقدونية هي العلاقات الثنائية التي تجمع بين رومانيا وشمال مقدونيا.

## مقارنة بين البلدين
هذه مقارنة عامة ومرجعية للدولتين:
| وجه المقارنة                                              | رومانيا                                                                               | شمال مقدونيا                                               |
| --------------------------------------------------------- | ------------------------------------------------------------------------------------- | ---------------------------------------------------------- |
| المساحة (كم2)                                             | 238.40 ألف                                                                            | 25.71 ألف                                                  |
| عدد السكان (نسمة)                                         | 19.59 مليون                                                                           | 2.08 مليون                                                 |
| الكثافة السكانية (ن./كم²)                                 | 82.17                                                                                 | 80.9                                                       |
| العاصمة                                                   | بوخارست                                                                               | إسكوبية                                                    |
| اللغة الرسمية                                             | اللغة الرومانية                                                                       | اللغة المقدونية، اللغة الألبانية                           |
| العملة                                                    | ليو روماني                                                                            | دينار مقدوني                                               |
| الناتج المحلي الإجمالي (بليون دولار)                      | 211.80 مليار                                                                          | 11.34 مليار                                                |
| الناتج المحلي الإجمالي (تعادل القوة الشرائية) بليون دولار | 465.56 مليار                                                                          | 29.26 مليار                                                |
| الناتج المحلي الإجمالي الاسمي للفرد دولار أمريكي          | 9.47 ألف                                                                              | 4.85 ألف                                                   |
| الناتج المحلي الإجمالي للفرد دولار أمريكي                 | 23.63 ألف                                                                             | 16.25 ألف                                                  |
| مؤشر التنمية البشرية                                      | 0.793                                                                                 | 0.747                                                      |
| رمز المكالمات الدولي                                      | +40                                                                                   | +389                                                       |
| رمز الإنترنت                                              | .ro                                                                                   | .mk                                                        |
| المنطقة الزمنية                                           | ت ع م+02:00، ت ع م+03:00، أوروبا/بوخارست ‏، توقيت شرق أوروبا، توقيت شرق أوروبا الصيفي ‏ | توقيت وسط أوروبا، ت ع م+01:00، ت ع م+02:00، أوروبا/سكوبيه ‏ |

## مدن متوأمة
في ما يلي قائمة باتفاقيات التوأمة بين مدن رومانية وشمال مقدونية:
- ترتبط كرايوفا مع إسكوبية باتفاقية توأمة.[21]
- ترتبط سلوبوزيا مع Veles Municipality [الإنجليزية]‏ باتفاقية توأمة.
- ترتبط Năsăud [الإنجليزية]‏ مع كافادارشي باتفاقية توأمة.
- ترتبط برايلا مع بيتولا باتفاقية توأمة.
- ترتبط لوغوج مع كريفا بالانكا باتفاقية توأمة منذ 1983.[22][23][24][25]
- ترتبط مانغالايا مع ستروغا باتفاقية توأمة.

## منظمات دولية مشتركة
يشترك البلدان في عضوية مجموعة من المنظمات الدولية، منها:
| علم المنظمة | اسم المنظمة                               | تاريخ انضمام رومانيا | تاريخ انضمام شمال مقدونيا |
| ----------- | ----------------------------------------- | -------------------- | ------------------------- |
|             | مؤسسة التنمية الدولية                     | 12 أبريل 2014        | 25 فبراير 1993            |
|             | منظمة التجارة العالمية                    | 1995                 | ?                         |
|             | منظمة الأمن والتعاون في أوروبا            | 25 يونيو 1973        | 12 أكتوبر 1995            |
|             | المنظمة الأوروبية لسلامة الملاحة الجوية   | 1996                 | 1998                      |
|             | مؤسسة التمويل الدولية                     | 23 سبتمبر 1990       | 25 فبراير 1993            |
|             | مجلس أوروبا                               | 7 أكتوبر 1993        | ?                         |
|             | منظمة حظر الأسلحة الكيميائية              | ?                    | ?                         |
|             | الأمم المتحدة                             | 14 ديسمبر 1955       | 8 أبريل 1993              |
|             | الاتحاد الدولي للاتصالات                  | 9 فبراير 1866        | 4 مايو 1993               |
|             | منظمة الشرطة الجنائية الدولية             | ?                    | ?                         |
|             | البنك الدولي للإنشاء والتعمير             | 15 ديسمبر 1972       | 25 فبراير 1993            |
|             | الاتحاد البريدي العالمي                   | ?                    | ?                         |
|             | المركز الدولي لتسوية المنازعات الاستشارية | 12 أكتوبر 1975       | 26 نوفمبر 1998            |
|             | وكالة ضمان الاستثمار متعدد الأطراف        | 10 سبتمبر 1992       | 19 مارس 1993              |
|             | يونسكو                                    | 27 يوليو 1956        | 28 يونيو 1993             |

## وصلات خارجية
- موقع وزارة الخارجية الرومانية